# ジョン・ブレア
ジョン・ブレア（英: John Blair、1731年10月 - 1800年8月31日）は、現在のアメリカ合衆国バージニア州出身の法律家、政治家であり、アメリカ合衆国憲法に署名したことで、アメリカ合衆国建国の父の一人に数えられる。
ブレアは当時としては最も経験を積んだ法学者であった。学者として政治の騒ぎは避けて、表舞台の陰で働くことを好んだ。しかし、新しく独立した諸州の恒久的な連合という考え方に傾倒し、フィラデルフィアの憲法制定会議では仲間のバージニア人ジェームズ・マディソンやジョージ・ワシントンを忠実に支持した。建国の父としての最も偉大な業績はフィラデルフィアにおいてではなく、その後にバージニア州高等裁判所や合衆国最高裁判所の判事として、多くの重要な判決の中で憲法の解釈に影響を与えたことである。同時代人はブレアの紳士的なこと、徳の高さ、また法律問題の核心を直ぐに衝く能力など個人的な強さを称賛した。

## 憲法制定会議以前の経歴
ブレアはバージニアでも著名な家庭に生まれた。父はバージニア委員会を務め、一時期は総督代理を務めた。大叔父ジェイムズ・ブレアはウィリアム・アンド・メアリー大学の創設者であり初代学長を務めた。ブレアはウィリアム・アンド・メアリー大学に通い、1775年にはロンドンに渡ってミドル・テンプル法曹院で法律を学んだ。アメリカに戻って法律実務を行う中で、急速に公的な役割の中に入って行き、フレンチ・インディアン戦争が終わった直後に、バージニア議会でウィリアム・アンド・メアリー大学のために取って置かれた議席 (1766-70)に選出されることで公的な経歴を積み始めた。その後、植民地議会では上院にあたる総督委員会の事務官になった (1770-75)。
ブレアは当初、愛国者側の中道的な派についた。印紙法に対する抗議ではパトリック・ヘンリーの過激な決議案に反対したが、イギリスの議会によるバージニア議会の解散でその見解を完全に変えることになった。イギリス議会が植民地に課した一連の税金に対して反応し、1770年に、さらに1774年にジョージ・ワシントン等と共に、イギリスが課税を撤廃するまでイギリス製品の輸入を止めることを支持者に誓わせる輸入拒否協約を起草した。1774年の場合、イギリスが耐え難き諸法を成立させたことに反応して、大陸会議の招集と、イギリス議会の対応故に経済的な困難さを味わっているボストン市民の支持を誓約する者達に参加した。
独立戦争が始まると、ブレアはバージニア独立政府に深く関わるようになった。バージニア憲法を起草する会議の代議員 (1776)となり、多くの重要な委員会で委員を務め、特にバージニア権利章典と政府の計画を形作る28人委員会の委員を務めた。パトリック・ヘンリー知事の主要な諮問機関である枢密院の議員を務めた (1776-78)。議会は1778年にブレアを高等裁判所の裁判官に選出し、その後間もなく主席判事となった。1778年にはまた新しく組織されたバージニア・グランドロッジの下で、バージニア・フリーメイソンのグランドマスターに指名された。1780年には、バージニア高等衡平法裁判所判事にも選ばれ、この時の仲間ジョージ・ワイスは後のフィラデルフィア憲法制定会議でも共に代議員となった。これらの司法職の任官で、ブレアは自動的にバージニアでは最初の高等裁判所判事となった。1786年、議会はブレアの法学者としての権威を認め、トーマス・ジェファーソンの後任としてバージニアの法律を改定する委員会委員に指名した。

## 憲法制定会議への貢献
ブレアは憲法制定会議には誠実に出席したものの演説を行うことは無く、また委員会の委員にもならなかった。どのようにして大統領を選ぶべきかという問題が提起されたとき、ジョージ・メイソンやエドムンド・ランドルフと共に、連邦議会で選出することを提案し、このためにバージニア邦の代議員は2つに割れた。しかし、裁決の過程でブレアは自分の立場が代議員としての役割を弱めており、会議の進行を遅らせていることを認識するようになり、自分の立場を捨ててワシントンやマディソンに同調した。会議の残りは熱烈な民族主義者としてワシントン達を支持した。

## 憲法制定会議以後の経歴
ブレアはバージニア州ウィリアムズバーグに戻り、彼とその仲間達は当時の偉大な雄弁家数人を含む敵対者と戦うことになった過熱した批准会議の中で新しい合衆国憲法を支持した。
ブレアはバージニア高等裁判所の判事を続け、バージニアの法学を形成する上で重要な多くの判決を作った。「バージニア州対ポージー事件」では、200年の歴史があるイギリスのコモン・ローに基づいて判決を下し、アメリカの法律の原則として、法律の認められた法学的解釈が法律自体の一部をなし、またそれに固執すべきことを確立した。さらに重要なことは、ブレアと法廷におけるその仲間達が判事の陳情書を書き上げ、州議会の司法権から判事を守ることに成功し、州内で権力分立の原則を守った。

## 最高裁判所での任務
ブレアにとって長い友達であるジョージ・ワシントン大統領がブレアを合衆国最高裁判所の陪席判事に選任した。ブレアはこの職を1789年から1796年まで務めた。憲法に関わる幾つかの重要な裁判に出席した。厳格な憲法解釈者としてよく知られていたブレアは、「チザム対ジョージア州事件」で提起された問題に対して憲法の条項には解を見つけられなかった。この事件の判決では個人が州の了解なしに連邦裁判所に州を訴える権利があるとした。この判決は、連邦の司法権は州外の住民あるいは外国人による州に対する訴訟に及ばないと宣言した憲法修正第11条の成立の動機となった。
ブレアは権力分立を政治的な自由の根本と考えた。連邦議会が1792年に、特定の判決は議会の審査に委ねられるとする法を通した時、陳情書の議論を使って、この法が裁判所の独立を侵すものとして攻撃した。法廷において、連邦政府は州政府に優先するという見解を表明もした。「ペンハロー対ドーンズ・アドミニストレイターズ事件」では連邦巡回裁判所の権限が州の海事裁判所の判決を覆すことができるとして、この優越性を主張した。
ブレアは健康上の理由で1796年に裁判所を辞任し、1800年に死んだ。